# مسجد حاج زینل
مسجد حاج زینل مربوط به دوره قاجار - دوره پهلوی است و در همدان، خیابان شهدا، چهار باغ شهید دکتر مفتح، خیابان نظربیک واقع شده و این اثر در تاریخ ۱۵ دی ۱۳۸۷ با شمارهٔ ثبت ۲۴۳۳۰ به‌عنوان یکی از آثار ملی ایران به ثبت رسیده است.